# Perros callejeros de Moscú

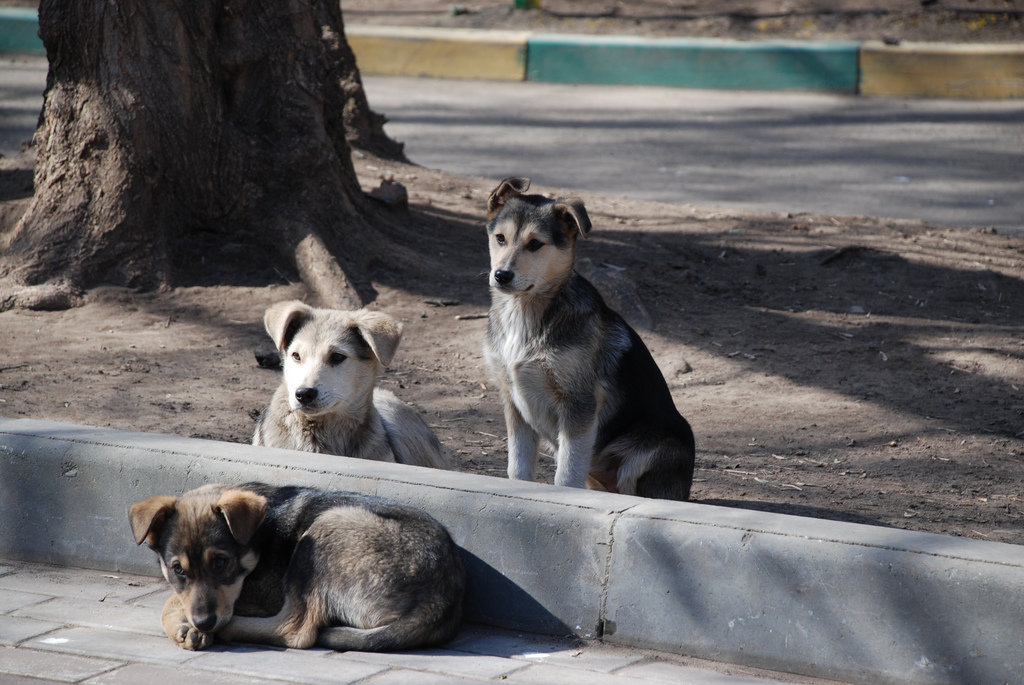
Perros callejeros.

La población de perros callejeros de Moscú, en Rusia, ha atraído la atención internacional por su extraordinaria inteligencia, ya que han aprendido a usar el metro de la ciudad para viajar entre diversas paradas.

## Características

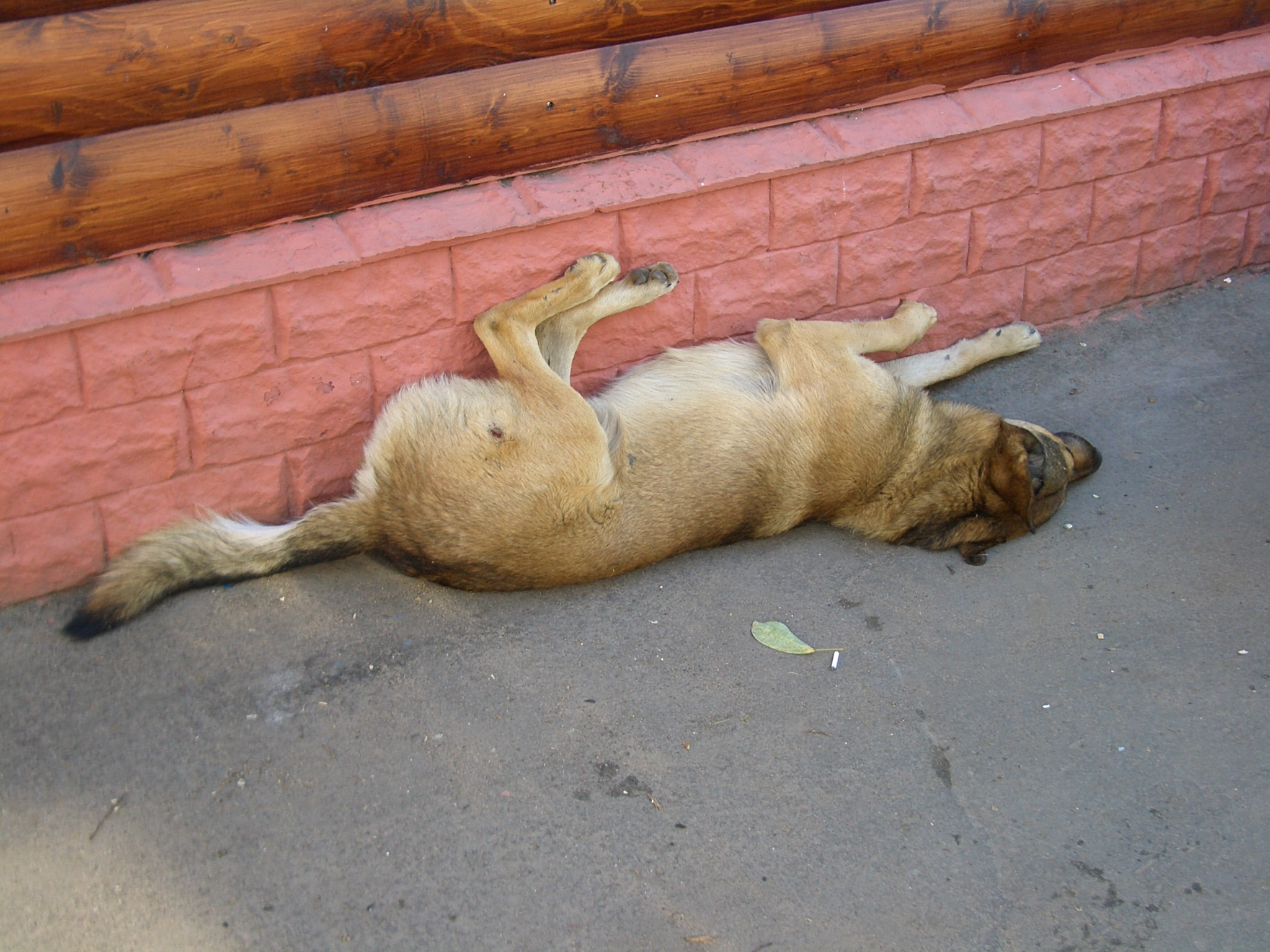
Un perro callejero durmiendo.

El fenómeno de los perros callejeros de Moscú fue mencionado por primera vez en el siglo XXI. En marzo de 2010, se estimaba que había cerca de 35.000 perros sin hogar que vivían dentro de los límites de la ciudad de Moscú, aproximadamente un perro por cada 300 habitantes moscovitas.
Según Andrei Poyarkov (biólogo y experto en lobos del Instituto de Ecología y Evolución A. N. Severtsov) que ha estudiado a los perros callejeros de Moscú durante más de 30 años, existe la cantidad de alimento suficiente para mantener a una población estable de 35.000 perros. La mayoría de las crías no llegan a la edad adulta y las que sobreviven sustituyen a los perros que mueren. Se estima que estos perros callejeros tienen una esperanza de vida de unos diez años. La gran mayoría de ellos comparten similitudes físicas: tamaño mediano, piel gruesa, cabeza en forma de cuña, ojos almendrados, largas colas y orejas erguidas. La mayoría de los perros nacen sin hogar. Otros llegan en las calles abandonados por sus dueños. Poyarkov estima que menos del 3% de los perros abandonados vive lo suficiente para alcanzar la edad reproductiva.
Durante los años que Poyarkov estudió a los perros, observó que la población perdía las manchas de la piel, movían constantemente la cola y se mostraban amistosos, características conocidas de perros que han sido separados de los lobos. A partir de ello realizó una clasificación:
- Perros salvajes (se mueven durante la noche. Evitan a las personas al verlas como una amenaza).
- Perros semisalvajes
- Perros de guardia (ven a ciertas personas como líderes).
- Perros mendigos (los más inteligentes. Socializan con las personas sin mostrar afectividad).

Los perros mendigos son imperturbables a los altos niveles de actividad que les rodean, siendo capaces de dormir en zonas altamente transitadas. Tienen comportamientos más especializados que los diferencian de los perros domésticos y los lobos. Pueden estar agrupados en jaurías y contar con un líder, el cual interactúa con otras jaurías. El líder no es necesariamente el perro más fuerte, sino el más inteligente y son reconocidos como tales por los otros perros, que dependen de estos para sobrevivir.
Una de las técnicas que estas jaurías utilizan, consiste en el uso de sus miembros más pequeños y adorables, ya que estos tienen más éxito a la hora de mendigar comida. Otra técnica que algunos perros utilizan para alimentarse, consiste en colocarse detrás de una persona que esté comiendo algo. El perro ladra y a veces logra sorprender a la persona a la cual se le puede caer la comida. Los perros han aprendido a cruzar la calle con los peatones y saben obedecer a los semáforos. Se han convertido en expertos en comprender la psicología de los seres humanos con el fin de determinar qué técnicas funcionan mejor y con quién. Los perros ubicados en zonas de alto tráfico, se dan cuenta de que en esos lugares no tendrán que hacer ningún esfuerzo para adquirir alimentos. Los perros desnutridos son poco comunes. La comida es fácil de conseguir, lo que permite a los perros el lujo de ser selectivos. La menor necesidad de competir por los alimentos ha contribuido a un comportamiento social estable. Los perros generalmente evitan los conflictos con los seres humanos y la defecación en zonas ocupadas es poco frecuente. Los moscovitas ven a los perros con simpatía, pero a la vez como un problema. Muchas personas optan por darles de comer y otras les construyen refugios para resguardarse en invierno. Han llegado a ser considerados por muchos como un componente del carácter de la ciudad. Los esfuerzos de esterilización han tenido escasos resultados.

## Perros en el metro

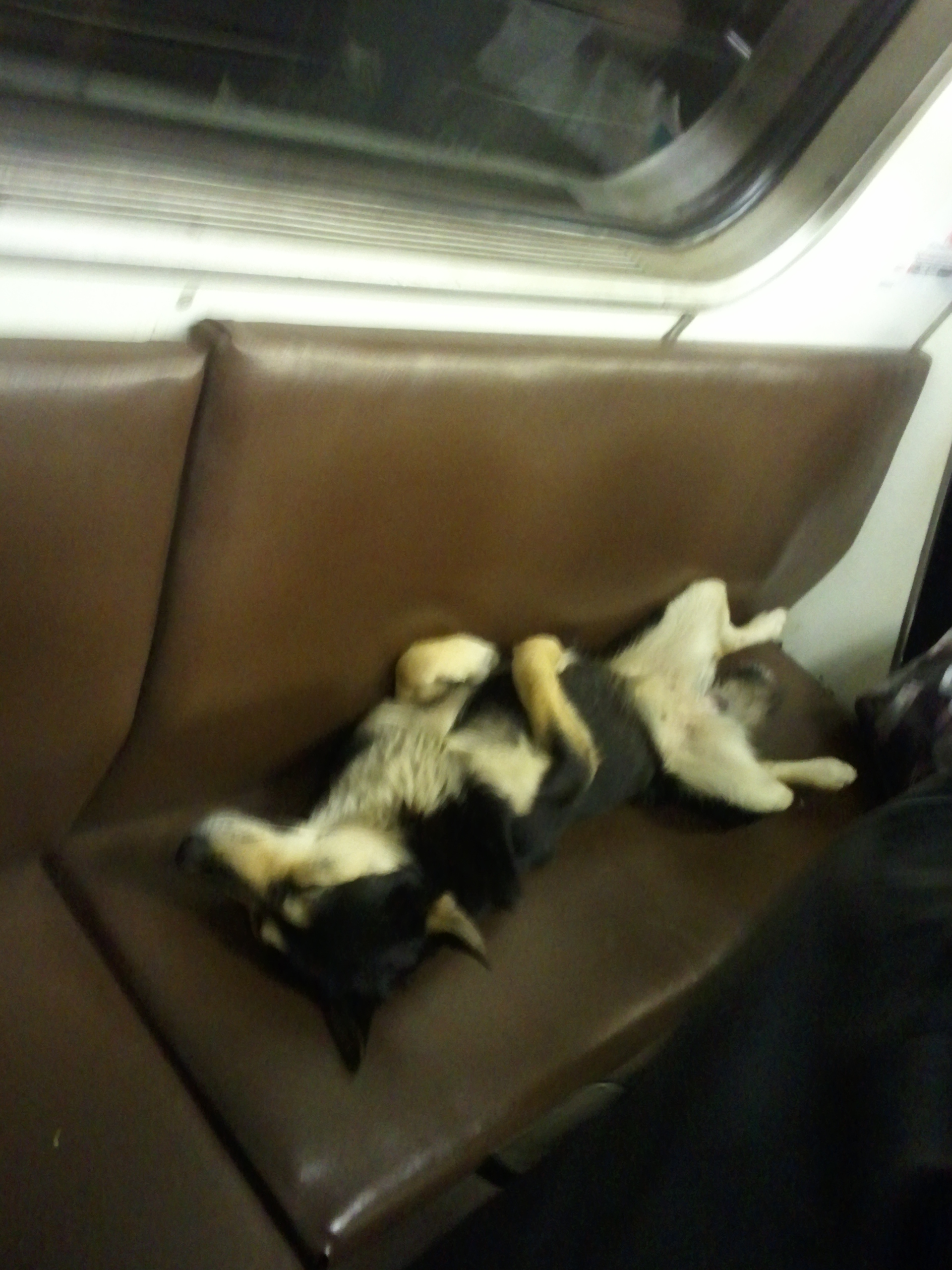
Un perro durmiendo en el metro de Moscú.

El metro de Moscú es el segundo del mundo por número diario de pasajeros. Cerca de 500 perros viven en sus estaciones, especialmente durante los meses más fríos. De estos perros, se cree que alrededor del 20% han aprendido a utilizar el sistema como un medio de transporte. Existen varias teorías para explicar la forma en que son capaces de determinar correctamente las rutas:
- La capacidad de juzgar la cantidad de tiempo que tarda el metro en moverse entre las estaciones.
- Reconocimiento de los nombres de lugares anunciados por los altavoces.
- Los olores de determinadas paradas.
- Una combinación de todo lo anterior.

Se dice que prefieren los coches más silenciosos, subiéndose en los vagones frontales y traseros.

## Malchik
Malchik ha sido uno de los perros callejeros más famosos de Moscú. Era un perro mestizo que durante tres años vivió en la estación moscovita de Mendeleyevskaya. Malchik era bastante popular entre los conductores y trabajadores del metro y defendía territorialmente la estación de alcohólicos y de otros perros. Malchik fue asesinado cuando Yulia Romanova, de 22 años, apuñaló al perro con un cuchillo de cocina. Más tarde se supo que Romanova contaba con una amplia historia de maltrato animal y que había recibido tratamiento psiquiátrico. El incidente provocó una ola de indignación pública contra el maltrato animal. En 2007, se levantó un monumento de bronce en honor a Malchik en la misma estación de Mendeleyevskaya.